# Ebertsheim
Ebertsheim, pfälzisch Ewwertsem, ist eine Ortsgemeinde im rheinland-pfälzischen Landkreis Bad Dürkheim. Sie liegt im Nordwesten der europäischen Metropolregion Rhein-Neckar und gehört der Verbandsgemeinde Leiningerland an.

## Geographie

### Lage
Ebertsheim mit seinem Ortsbezirk Rodenbach liegt im Norden des Landkreises im historischen Leiningerland innerhalb des Eisenberger Beckens. Etwa 3 km östlich öffnet sich das Eistal am Ostrand des Pfälzerwalds zum Hügelland an der Deutschen Weinstraße und zur Rheinebene. Zudem liegt die Flur Gemeindeberg teilweise auf dem Gemeindegebiet von Ebertsheim. Nachbarorte sind im Uhrzeigersinn von Norden Lautersheim, Quirnheim, Mertesheim, Grünstadt, Tiefenthal, Hettenleidelheim, Eisenberg und Kerzenheim.

### Gewässer
Durch den Ort fließen der Eisbach sowie dessen Zuflüsse Seltenbach – von rechts – und Rodenbach von links. Der Rodenbach nimmt zuvor von rechts am Siedlungsrand des gleichnamigen Ortsteils den Mangelbach auf.

## Geschichte

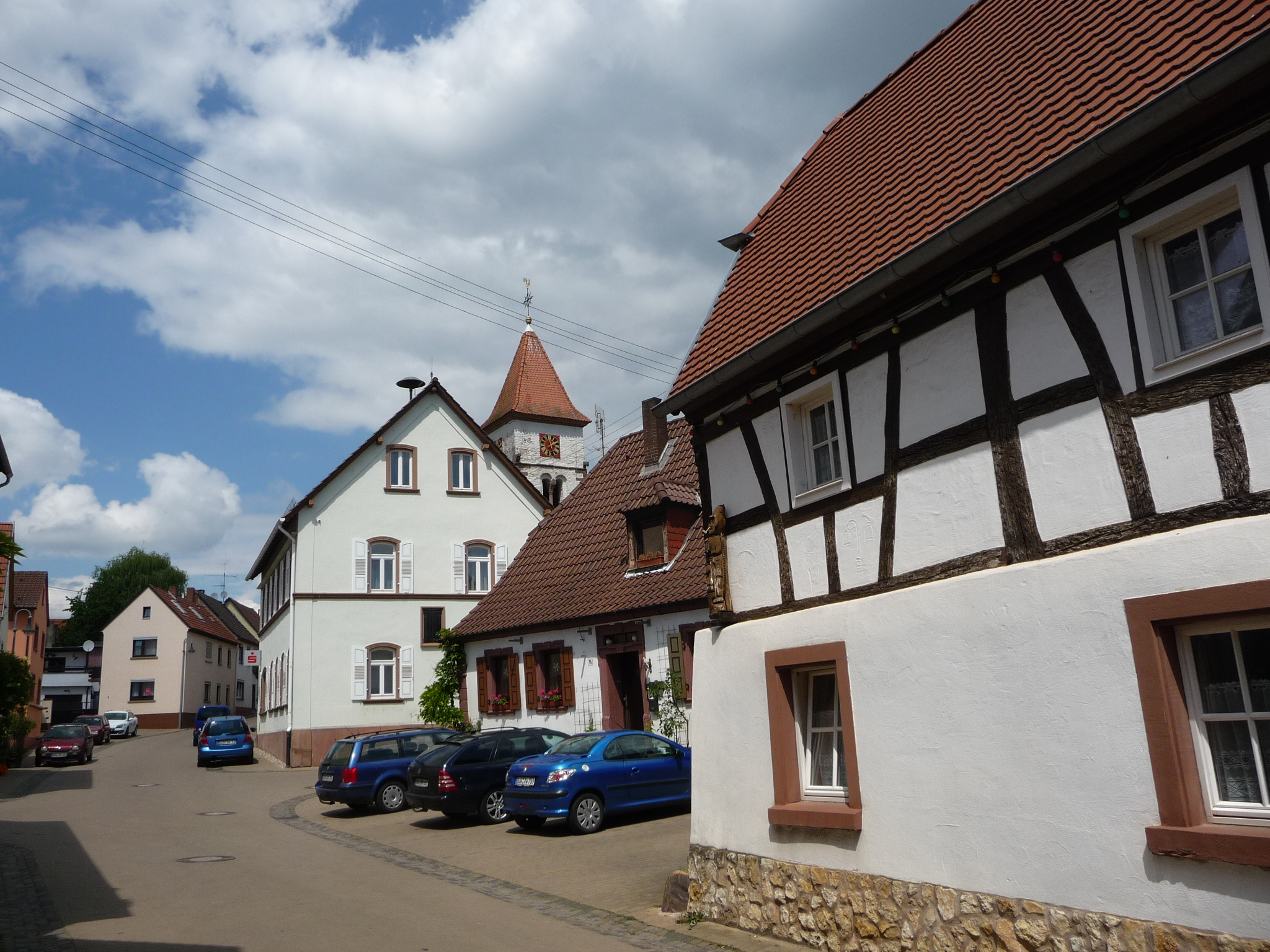
Ortsbild von Ebertsheim

„Eberolfesheim“ ist eine fränkische Siedlung. Die älteste erhaltene Erwähnung findet sich für 768 im Lorscher Codex. Die ersten Ansiedlungen waren allerdings wesentlich älter, wie Funde aus der Latènezeit um 500 v. Chr. und der Römerzeit um 100 n. Chr. belegen. Ebertsheim stand ab dem Mittelalter ununterbrochen im Besitz der Leininger Grafen. Hieran erinnert heute die Leininger Straße. Das Kloster Otterberg war im Ort begütert. Zudem existiert im Einzugsgebiet der Gemeinde eine Wüstung namens Mückenhausen.
Nach 1792 hatten französische Revolutionstruppen die Region besetzt. Im Frieden von Campo Formio (1797) wurde sie durch Frankreich annektiert. Von 1798 bis 1814 gehörte Ebertsheim zum französischen Departement Donnersberg und war, anders als der heutige Ortsteil Rodenbach, dem Kanton Grünstadt zugeordnet und besaß eine eigene Mairie. 1815 hatte Ebertsheim insgesamt 420 Einwohner. Gemäß den Vereinbarungen des Wiener Kongresses (1815) und eines Tauschvertrags mit Österreich kam die Region 1816 zum Königreich Bayern. Ab 1818 war die Gemeinde Ebertsheim dem Landkommissariat Frankenthal im bayerischen Rheinkreis, später dem Bezirksamt Frankenthal zugeordnet, aus dem 1938 der Landkreis Frankenthal (Pfalz) hervorging.
Nach dem Zweiten Weltkrieg wurden Ebertsheim und Rodenbach innerhalb der französischen Besatzungszone Teil des 1946 neu gebildeten Landes Rheinland-Pfalz und gehörten zum Regierungsbezirk Pfalz. Bis zum 7. Juni 1969 lag Ebertsheim im Landkreis Frankenthal, der im Rahmen der rheinland-pfälzischen Verwaltungsreform aufgelöst wurde. Gleichzeitig mit dem Landkreiswechsel wurde aus der kleineren Gemeinde Rodenbach (seinerzeit 271 Einwohner), die bis dahin zum benachbarten und ebenfalls erloschenen Landkreis Kirchheimbolanden gehörte, und dem wesentlich größeren Ebertsheim (1141 Einwohner) die heutige Gemeinde Ebertsheim neu gebildet. 1972 wurde die Gemeinde der neuen Verbandsgemeinde Grünstadt-Land zugeordnet, welche 2018 in der Verbandsgemeinde Leiningerland aufging. Rodenbach wird im Dorfleben immer noch zur Kennzeichnung von Örtlichkeiten oder Vereinen verwendet, und 2006 erhielt es den Status eines Ortsbezirks.
1921 wurde in Ebertsheim die katholische Ordensgemeinschaft Hildegardis-Schwestern vom Katholischen Apostolat gegründet.
Im August 2009 machte ein entlaufenes Bennett-Känguru Schlagzeilen, das anfänglich auf Ebertsheimer Gemarkung gesichtet und später auch fotografiert worden war.

### Konfessionsstatistik
Zum 31. Juli 2014 waren 44,3 % der Einwohner evangelisch und 26,8 % katholisch. Die übrigen gehörten einer anderen Religion an oder waren konfessionslos. Der Anteil der Katholiken und Protestanten an der Gesamtbevölkerung ist seitdem gesunken, während der Anteil der Einwohner mit sonstiger Konfession oder ohne Konfession zugenommen hat. Mit Stand Januar 2025 waren von den Einwohnern 33,9 % evangelisch, 20,1 % katholisch und 45,0 gehörten einen sonstigen oder keiner Glaubensgemeinschaft an.

## Politik

### Gemeinderat
Der Gemeinderat in Ebertsheim besteht aus 16 Ratsmitgliedern, die bei der Kommunalwahl am 9. Juni 2024 in einer personalisierten Verhältniswahl gewählt wurden, und dem ehrenamtlichen Ortsbürgermeister als Vorsitzendem.
Die Sitzverteilung im Gemeinderat:
| Wahl | SPD | CDU | FL | Gesamt   |
| ---- | --- | --- | -- | -------- |
| 2024 | 3   | –   | 13 | 16 Sitze |
| 2019 | 3   | –   | 13 | 16 Sitze |
| 2014 | 5   | –   | 11 | 16 Sitze |
| 2009 | 4   | 5   | 7  | 16 Sitze |
| 2004 | 7   | 7   | 2  | 16 Sitze |

- FL = Freie Liste Ebertsheim-Rodenbach e. V.

### Bürgermeister
Ortsbürgermeister von Ebertsheim ist Bernd Findt (FWG). Bei der Direktwahl am 26. Mai 2019 wurde er mit einem Stimmenanteil von 87,80 % und am 9. Juni 2024 als einziger Bewerber mit 82,4 % für jeweils fünf Jahre in seinem Amt bestätigt.

### Wappen
| Wappen von Ebertsheim | Blasonierung: „In Grün zwei schräggekreuzte goldene Schippen mit abwärts gekehrten silbernen Schaufeln mit viereckigen Handgriffen oben am Stiel, überdeckt von einem goldenen Pickel mit gesenktem silbernen Eisen.“                               |
| Wappen von Ebertsheim | Wappenbegründung: Die Symbole verweisen auf den Tagebau von Erzen und Tonmineralen, der früher in der Gegend betrieben wurde. Es wurde 1926 vom Bayerischen Staatsministerium des Innern genehmigt und geht zurück auf ein Gerichtssiegel von 1724. |

## Sehenswürdigkeiten

### Kulturdenkmäler

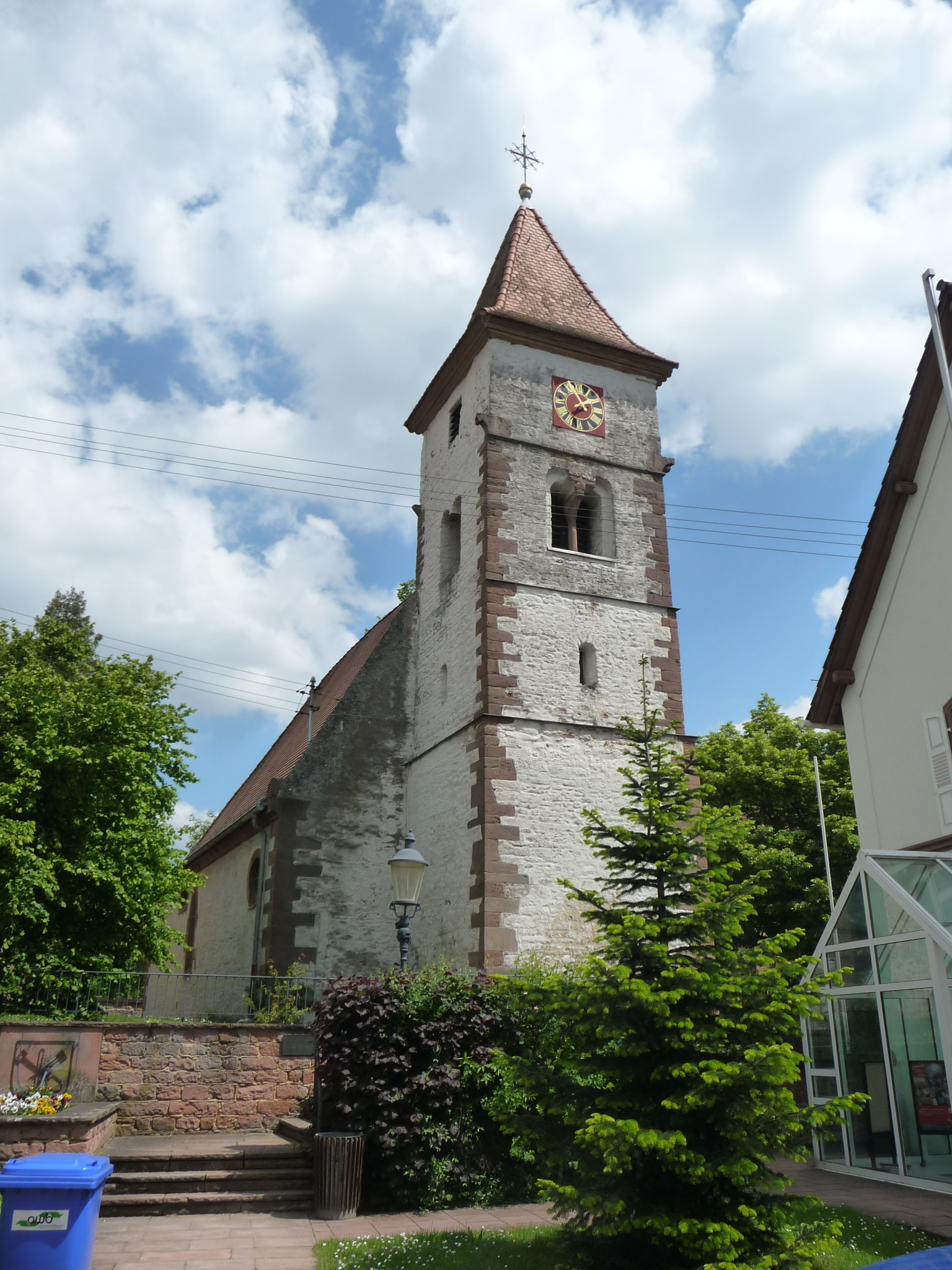
Denkmalgeschützte evangelische Kirche Ebertsheim

Vor Ort befinden sich insgesamt 21 Objekte, die unter Denkmalschutz stehen, darunter die beiden evangelischen Kirchen.
Die heutige evangelische Kirche Ebertsheim, im zwölften Jahrhundert als „St. Stephan“ erbaut, gehört zu den ältesten in der Pfalz. Nach der Reformation fiel sie den Protestanten zu, wurde jedoch bis 1914 simultan genutzt. Drei Geschosse des Turms sowie das Langhaus sind noch romanisch, das vierte Turmgeschoss, das rechteckige Schallöffnungen aufweist, wurde später aufgesetzt. Neben dem Südportal befindet sich, eingeritzt in einen Sandsteinquader, eine spätgotische Sonnenuhr. Im Innenraum hängt das Bild „Martin Luther mit Schwan“ des Ebertsheimer Malers Johann Adam Schlesinger.
Die evangelische Kirche im Ortsteil Rodenbach wurde im elften oder zwölften Jahrhundert als „St. Brigitta“ erbaut und ist damit noch älter als diejenige in Ebertsheim.

### Natur
Obwohl außerhalb des Pfälzerwalds gelegen, ist die Gemeinde Bestandteil des Naturparks Pfälzerwald. Einziges Naturdenkmal innerhalb des Gemeindegebiets ist der Silbergrasbestand im Westen der Gemarkung. Vor Ort kommt Kapuzinerstein vor.

### Folklore
1997 wurde in Ebertsheim die Zeitung Hiwwe wie Driwwe gegründet. An einem Sonntag um den Frühlingsanfang wird jährlich die Winterverbrennung gefeiert.

## Wirtschaft und Infrastruktur

### Verkehr
Ebertsheim ist über die von Grünstadt nach Enkenbach verlaufende Landesstraße 395 mit dem Grünstadter Ortsteil Asselheim und der B 271 verbunden. Die Landesstraße 448 führt in die nördliche Richtung bis nach Harxheim und die Landesstraße 452 nach Kerzenheim.
Die A 6 ist über die Anschlussstellen Grünstadt oder Wattenheim erreichbar, die A 63 über die Anschlussstelle Dreisen/Göllheim. Damit liegen Kaiserslautern oder Mannheim (A 6) etwa 30 Autominuten entfernt; die Landeshauptstadt Mainz kann über die (A 63) in etwa 35 Minuten erreicht werden.

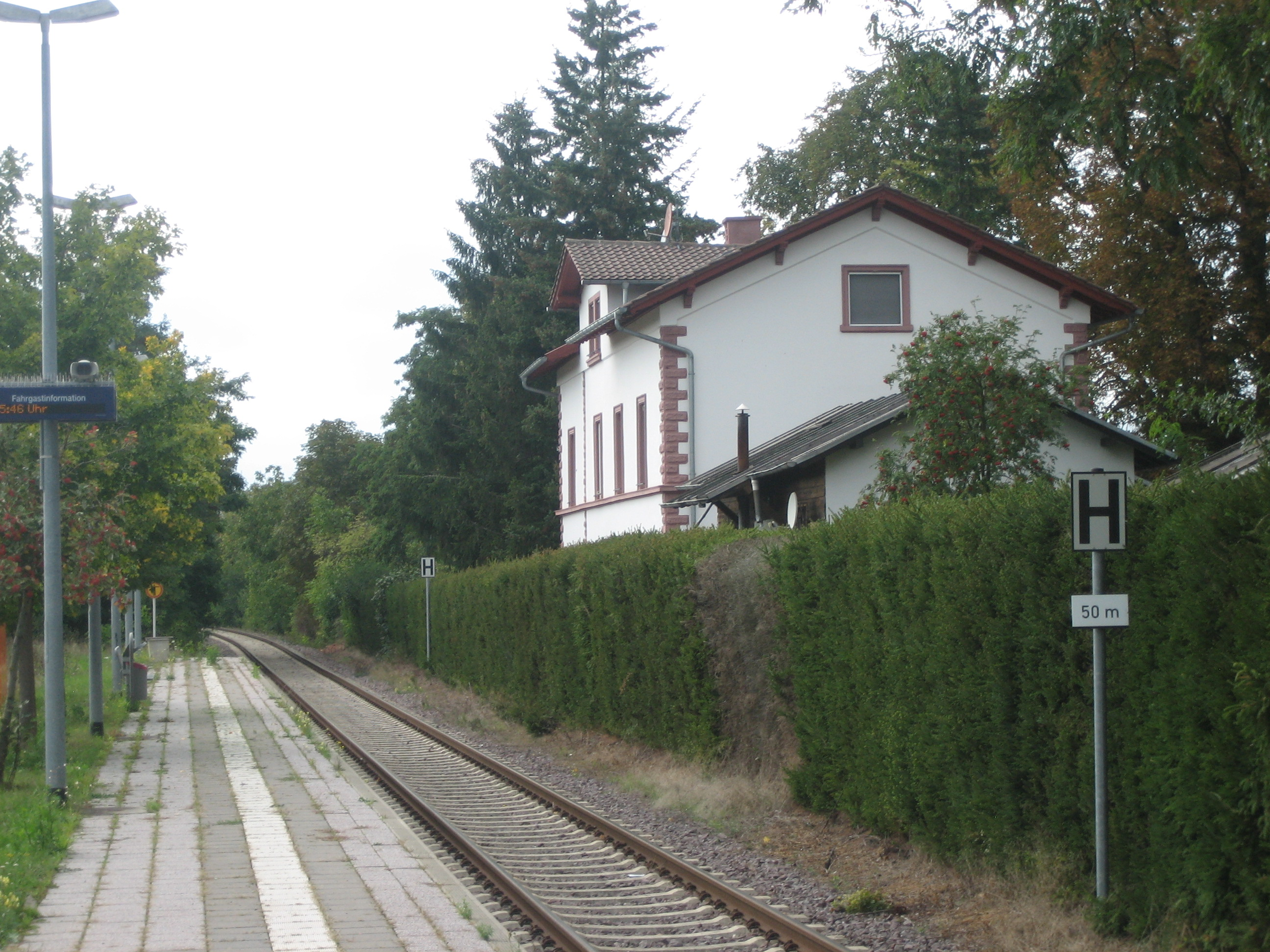
Bahnhof Ebertsheim im Jahr 2015

Der Haltepunkt Ebertsheim liegt an der 1876 erstmals eröffneten Eistalbahn. 1976 wurde der Personenverkehr eingestellt, 1994 aber bis Eisenberg und 1995 bis Ramsen reaktiviert. Sie wird im Taktverkehr von Regionalbahnen bedient. Der öffentliche Nahverkehr ist in den Verkehrsverbund Rhein-Neckar (VRN) integriert. Die inzwischen stillgelegte und abgebaute Bahnstrecke Ebertsheim–Hettenleidelheim zweigte von einem eigens hierfür angelegten Bahnhof ab, der sich rund 600 m westlich des heutigen Bahnhalts befand.
Der nächstgelegene Kleinflugplatz ist etwa 3 km entfernt in Quirnheim. Er ist freigegeben für Segelflugzeuge sowie kleine Motorflugzeuge mit Außenlandegenehmigung.

### Tourismus
Ebertsheim wirbt mit dem Slogan „das Dorf im Grünen“. Seine Umgebung wartet mit nicht zu steilem Gelände auf und bietet sich deshalb für Wanderungen in der Natur an.
Hab-8-Weg
Der Hab-8-Weg ist als Wanderweg ausgeschildert, an seinem Startpunkt befindet sich ein Kneipp-Armbecken.
Vogelschutzgebiet
Das Vogelschutzgebiet Haardtrand, das sich südöstlich des Ortes weit nach Süden erstreckt, eignet sich für ornithologische Beobachtungen.
Aktionstag „Autofreies Eistal“
Jedes Jahr Anfang Oktober – in der Regel am Tag der Deutschen Einheit – lockt der Aktionstag „Autofreies Eistal“ zahlreiche Besucher in die Region. Dabei wird die Landesstraße 395 einen Tag lang für jeglichen Kraftverkehr gesperrt und steht ausschließlich für Fußgänger, in der Regel Wanderer, sowie Skater und Radfahrer zur Verfügung. Das Eisenberger Erlebnisgebiet Erdekaut liegt lediglich etwa 2 km von Ebertsheim entfernt. Als weitere Ausflugsziele bieten sich der Eiswoog, ein sechs Hektar großer See mit reichem Vogelleben, die Eistalbahn mit ihren imposanten Brückenbauwerken und die Museumsbahn Stumpfwaldbahn an.

## Persönlichkeiten

### Söhne und Töchter der Gemeinde
- Johann Adam Schlesinger (1759–1829), Kirchenmaler
- Johann Schlesinger (1768–1840), Porträt- und Stilllebenmaler in Mannheim und Heidelberg; Bruder von Johann Adam Schlesinger
- Karl Josef Merz (1789–1846) aus Rodenbach, königlich bayerischer Malzaufseher in München; Urgroßvater des Albrecht Mertz von Quirnheim
- Karl Fittler (1894–1966), Politiker (SPD)
- Erwin Ludwig Diemer (1923–1990), Generalvikar der Diözese Speyer und Päpstlicher Ehrenprälat
- Ulrike Enke (* 1956), geb. Noack, Medizinhistorikerin an der Philipps-Universität Marburg und Verfasserin einer Biographie über den Immunologen Emil von Behring[14][15]
- Michael Werner (* 1965), Publizist, gründete Mitte der 1990er Jahre in Ebertsheim die deutsch-pennsylvanische Zeitung Hiwwe wie Driwwe und war 2003 Gründungsvorsitzender des Deutsch-Pennsylvanischen Arbeitskreises.

### Personen, die vor Ort gewirkt haben
- Burkhart Braunbehrens (* 1941), Maler, besitzt in Ebertsheim seit 1985 ein Atelier
- Guido Dahm (* 1955), Politiker (1983–2009 Bündnis 90/Die Grünen), wohnt vor Ort und betreibt dort eine Finanzberatung.
- Michael Fink (* 1967), Autor, wuchs in Ebertsheim auf
- Ferdinand Hahn (1926–2015), protestantischer Theologe, befand sich Mitte der 1950er Jahre vor Ort im kirchlichen Dienst der Evangelischen Kirche der Pfalz.
- Norbert Schindler (* 1949), Politiker (CDU), Mitglied des Bundestages, wuchs in Rodenbach auf.
- Johann Trübenbach († 1781), Maler, lebte und wirkte in Ebertsheim, Großvater und Lehrmeister von Johann Adam Schlesinger.
- Georg Wirth, 1792/93 Mitglied des Rheinisch-Deutschen Nationalkonvents